# Blenheim (Nueva York)
Blenheim es un pueblo ubicado en el Condado de Schoharie en el estado estadounidense de Nueva York. En el año 2000 tenía una población de 330 habitantes y una densidad poblacional de 3.8 personas por km².

## Geografía
Blenheim se encuentra ubicado en las coordenadas 42°29′11″N 74°29′56″O / 42.48639, -74.49889.

## Demografía
Según la Oficina del Censo en 2000 los ingresos medios por hogar en la localidad eran de $38,500, y los ingresos medios por familia eran $44,821. Los hombres tenían unos ingresos medios de $32,321 frente a los $24,167 para las mujeres. La renta per cápita para la localidad era de $20,993. Alrededor del 8.5% de la población estaban por debajo del umbral de pobreza.